# Đorđe Tomić
Đorđe Tomić (serbisch-kyrillisch Ђорђе Томић, * 11. November 1972 in Belgrad, Jugoslawien) ist ein ehemaliger jugoslawischer Fußballspieler. Seine Karriere verbrachte er unter anderem bei Partizan, Hajduk Kula, Atlético Madrid und Real Oviedo. Er absolvierte 1999 ein Spiel für die jugoslawische Nationalmannschaft.
| Personendaten    | Personendaten                 |
| ---------------- | ----------------------------- |
| NAME             | Tomić, Đorđe                  |
| ALTERNATIVNAMEN  | Томић, Ђорђе (serbisch)       |
| KURZBESCHREIBUNG | jugoslawischer Fußballspieler |
| GEBURTSDATUM     | 11. November 1972             |
| GEBURTSORT       | Belgrad                       |